# Нері Пумпідо
Нері Пумпідо (ісп. Nery Pumpido, нар. 30 липня 1957, Санта-Фе) — аргентинський футболіст, що грав на позиції воротаря. По завершенні ігрової кар'єри — футбольний тренер.
Виступав, зокрема, за клуб «Рівер Плейт», а також національну збірну Аргентини.
Чемпіон Аргентини. Володар Кубка Лібертадорес. Володар Міжконтинентального кубка. Володар Кубка Лібертадорес (як тренер). У складі збірної — чемпіон світу.

## Клубна кар'єра
У дорослому футболі дебютував 1976 року виступами за команду клубу «Уніон», в якій провів п'ять сезонів, взявши участь у 137 матчах чемпіонату.
Протягом 1981—1983 років захищав кольори команди клубу «Велес Сарсфілд».
Своєю грою за останню команду привернув увагу представників тренерського штабу клубу «Рівер Плейт», до складу якого приєднався 1983 року. Відіграв за команду з Буенос-Айреса наступні п'ять сезонів своєї ігрової кар'єри. Більшість часу, проведеного у складі «Рівер Плейта», був основним голкіпером команди. Відзначався досить високою надійністю, пропускаючи в іграх чемпіонату в середньому менше одного голу за матч.
Протягом 1988—1990 років захищав кольори іспанського клубу «Реал Бетіс».
Завершив професійну ігрову кар'єру на батьківщині, у клубі «Уніон», у складі якого вже виступав раніше. Прийшов до команди 1991 року, захищав її кольори до припинення виступів на професійному рівні у 1992.

## Виступи за збірну
1983 року дебютував в офіційних матчах у складі національної збірної Аргентини. Протягом кар'єри у національній команді, яка тривала 8 років, провів у формі головної команди країни 38 матчів, пропустивши 33 голи.
У складі збірної був учасником чемпіонату світу 1982 року в Іспанії, розіграшу Кубка Америки 1983 року у різних країнах, чемпіонату світу 1986 року у Мексиці, здобувши того року титул чемпіона світу, розіграшу Кубка Америки 1989 року у Бразилії, на якому команда здобула бронзові нагороди, чемпіонату світу 1990 року в Італії, де разом з командою здобув «срібло». Під час чемпіонату світу 1990 року отримав важку травму у грі зі збірною СРСР та був замінений у заявці збірної на Серхіо Гойкочеа.

## Кар'єра тренера
Розпочав тренерську кар'єру, повернувшись до футболу після невеликої перерви, 1999 року, очоливши тренерський штаб клубу «Уніон».
В подальшому очолював команди парагвайської «Олімпії» (Асунсьйон), мексиканських «УАНЛ Тигрес» та «Веракруса», аргентинських «Ньюеллс Олд Бойз» та «Уніона» (Санта-Фе), а також саудівського «Аш-Шабаба» (Ер-Ріяд).
Наразі останнім місцем тренерської роботи була «Олімпії» (Асунсьйон), команду якої Нері Пумпідо утретє очолював як головний тренер до 2015 року.

## Титули і досягнення

### Як гравця
- Чемпіон Аргентини (1):

«Рівер Плейт»: 1985-86
- Володар Кубка Лібертадорес (1):

«Рівер Плейт»: 1986
- Володар Міжконтинентального кубка (1):

«Рівер Плейт»: 1986
- Чемпіон світу: 1986
- Віце-чемпіон світу: 1990
- Бронзовий призер Кубка Америки: 1989

### Як тренера
- Володар Кубка Лібертадорес (1):

«Олімпія» (Асунсьйон): 2002